# فاليري أناند
فاليري أناند (بالإنجليزية: Valerie Anand)‏ (1937)؛ كاتِبة وروائية بريطانية.